# Алорцы

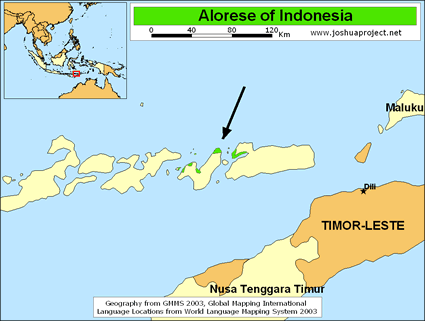
Алорцы Индонезии

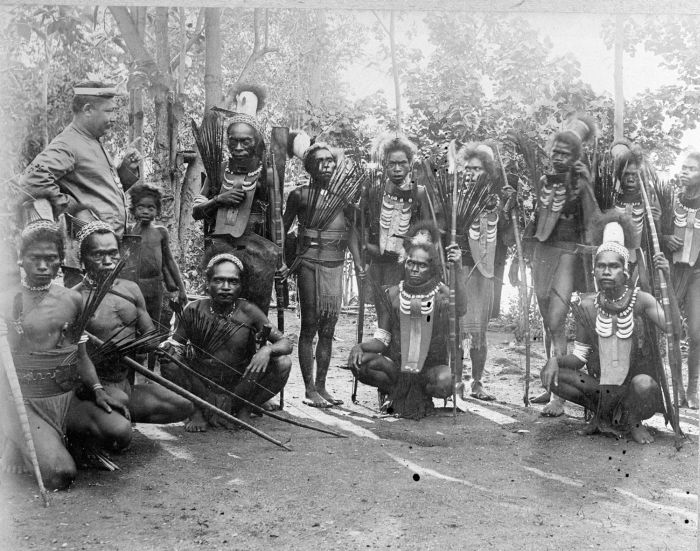
Алорские воины, 1895.

Алорцы (самоназвание - оранг барануса), другое название: оранг-алор, - один из народов  Юго-Восточной Индонезии. Обитает на севере и северо-западе островов Пантар и Алор, небольшом острове на пол пути между островами Ява и Новая Гвинея в Море Банда (восток Малых Зондских островов) (Kardiner 1945: 226).

## История
Алор, остров к северу от Тимора, лежит в 8 градусах южнее экватора, а также между 124 и 125 градусами восточной долготы от Гринвича. Здесь доктор Дюбуа выбрала для изучения группу языческих горцев. Атимеланг, язык которых никогда не были официально изучен. Для этого языка она дала имя Абуй (Kardiner 1944: 226).

## Языковая характеристика
Алорцы принадлежат к амбоно-тиморским народам, относятся к восточно-индонезийской антропологической группе.

## Религия
Большинство алорцев являются мусульманами-суннитами. Ислам воспринят в XVII—XVIII вв. у макасаров. Также сохранились и традиционные верования.
Дюбуа сделала  следующий вывод об отношении алорцев к религии. Отношение к сверхъестественному схоже с отношениями к людям. Главный мотив - кормление богов в религиозном ритуале с целью их умиротворения. По её мнению, это связано с систематическими лишениями и голодом в детстве (Kardiner 1945: 157).

## Традиционные хозяйственные занятия
Традиционные занятия — торговля, рыболовство, огородничество. Развита резьба по дереву.

## Культура
Известные факты об алорцах не дают полного представления о картине культуры достаточно адекватной, чтобы понять значение многих аспектов, которые важны и лежат в основе формирования личности.
В формировании алорцев в средние века участвовали мигранты с островов Солор, бугисы, макасар, яванцы, тернатцы. До середины XX в. алорцы возглавлялись раджей. Культура алорцев характерна для других «торговых этносов». Поселения береговые, линейной планировки. Система родства ирокезского типа. Разделяются на семь патрилинейных родов, объединённых в две экзогамные фратрии — «хозяев земли» и «поздних пришельцев». Брак кросскузенный, двусторонний. В отношении мать-ребёнок отношения таковы, что после двух недель заботы о ребёнке мать оставляет его и продолжает работу в поле. Характерен культ драконов-нага.